# جو هیوت
جو هیوت (انگلیسی: Joe Hewitt; ۳ مهٔ ۱۸۸۱ – ۱۲ مارس ۱۹۷۱) بازیکن فوتبال  اهل بریتانیا بود.
از باشگاه‌هایی که در آن بازی کرده‌است می‌توان به باشگاه فوتبال لیورپول، باشگاه فوتبال ساندرلند، باشگاه فوتبال بولتون واندررز، و باشگاه فوتبال ردینگ اشاره کرد.